# Kamaz Taifun
Kamaz Typhoon (tiếng Nga: "Камаз-63968 Тайфун") là một dòng xe MRAP đa chức năng, kiểu mô-đun, bọc thép, chống mìn của Nga. Các hệ xe Taifun là một phần trong chương trình Taifun của Nga. Vào ngày 29 tháng 5 năm 2017, số lượng Taifun-K trong Lực lượng Vũ trang Liên bang Nga là khoảng 260 Typhoon-K.

## Lịch sử
Việc phát triển các hệ xe "Taifun" bắt đầu vào năm 2010, khi người đứng đầu Lực lượng Vũ trang Liên bang Nga thông qua chương trình "Phát triển Lực lượng Vũ trang  Nga cho giai đoạn đến năm 2020" và bắt đầu chương trình MRAP Taifun. Năm 2012, hợp đồng đầu tiên giữa quân đội Nga và Kamaz để mua Typhoon đã được ký kết.
12 Taifun đã tham gia lễ diễu binh Ngày Chiến thắng ở thủ đô Moskva vào năm 2014.

## Thông số kỹ thuật cơ bản

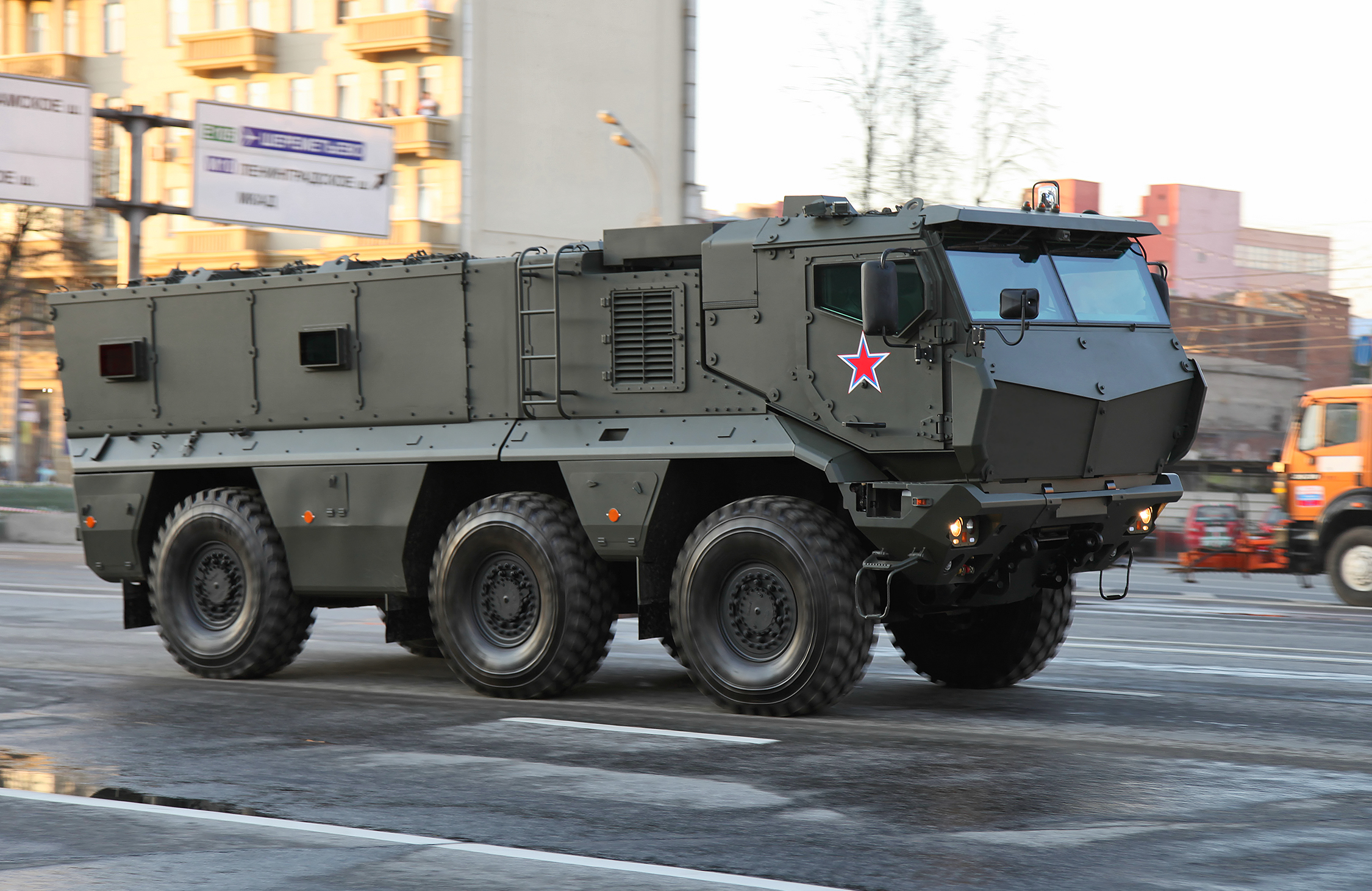
KamAZ-63968 Typhoon

- Tổ lái: Tùy thuộc vào cấu hình, có thể lên đến 16 người.[3]
- Dài: 8.99 m[4]
- Rộng: 2.55 m[4]
- Cao: 3.3 m
- Tổng trọng lượng: 24 tấn
- Tốc độ tối đa: 105 km/h[5]
- Tầm hoạt động: 1200 km[5]
- Mức tiêu thụ nhiên liệu cho mỗi 100 km: không quá 35 lít

## Biến thể

### Hệ xe 4x4[6]
Kamaz 5388 - Khung gầm bọc thép 4x4
Kamaz 5388 - Xe bọc thép chở quân 4x4
Kamaz 53888 - Xe chở hàng bọc thép 4x4

### Hệ xe 6x6[6]
Kamaz 6396 - Khung gầm bọc thép 6x6
Kamaz 6396 - Xe chở hàng bọc thép 6x6
Kamaz 63968 - Xe bọc thép chở quân 6x6

### Hệ xe 8x8[6]
Kamaz 6398 - Khung gầm bọc thép 8x8
Kamaz 6398 - Xe chở hàng bọc thép 8x8
Kamaz 63988 - Xe bọc thép chở quân 8x8

## Biến thể phát sinh

### Kamaz-63969
Xe bọc thép chở quân lội nước bánh lốp 6x6 với súng được điều khiển từ xa.

## Quốc gia sử dụng
- Nga

## Hình ảnh

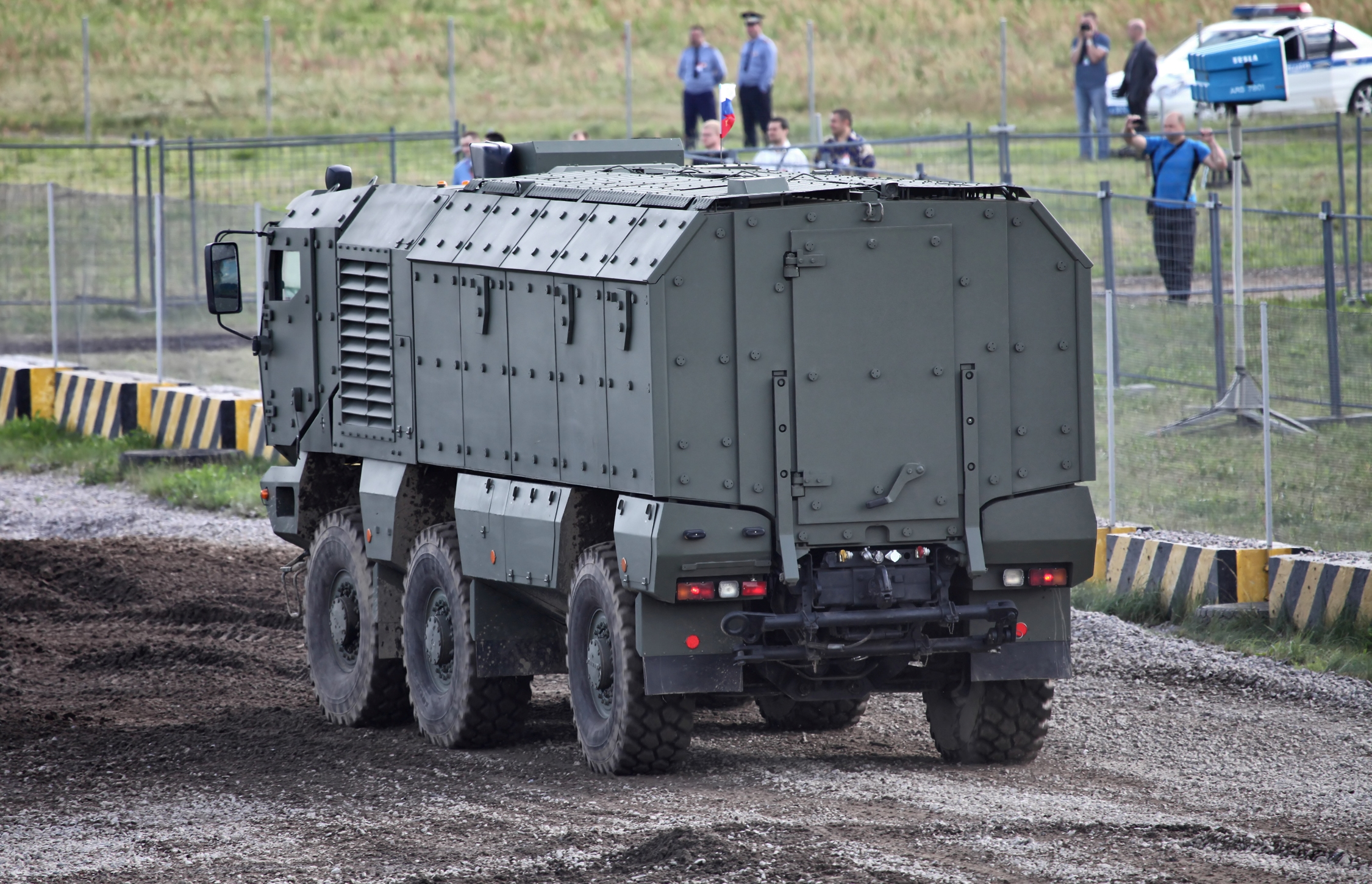
KamAZ-63968 Taifun tại triển lãm Công nghệ Kỹ thuật 2012.
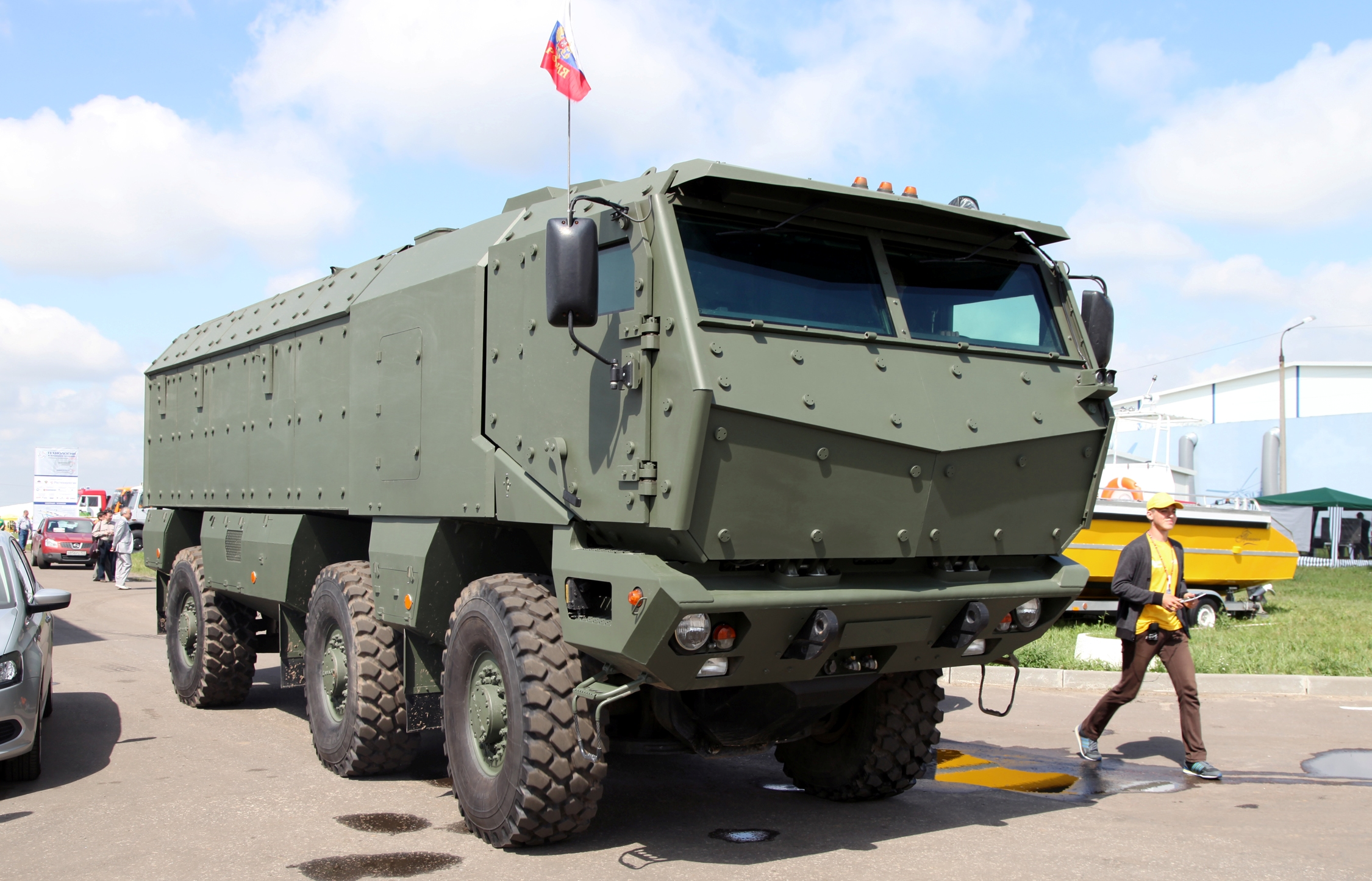
KamAZ-63968 Taifun tại triển lãm Công nghệ Kỹ thuật 2012.
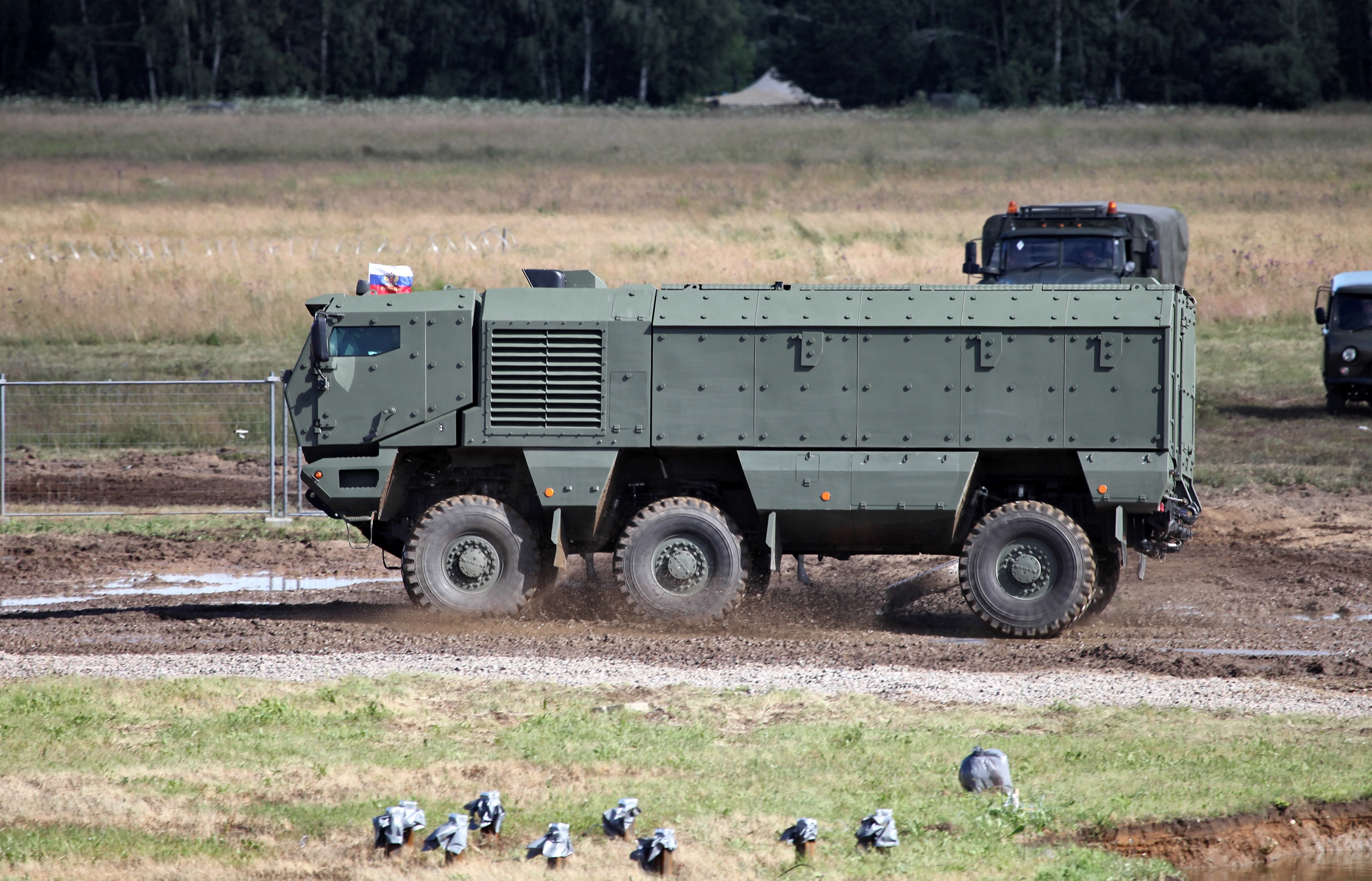
KamAZ-63968 Taifun tại triển lãm Công nghệ Kỹ thuật 2012.
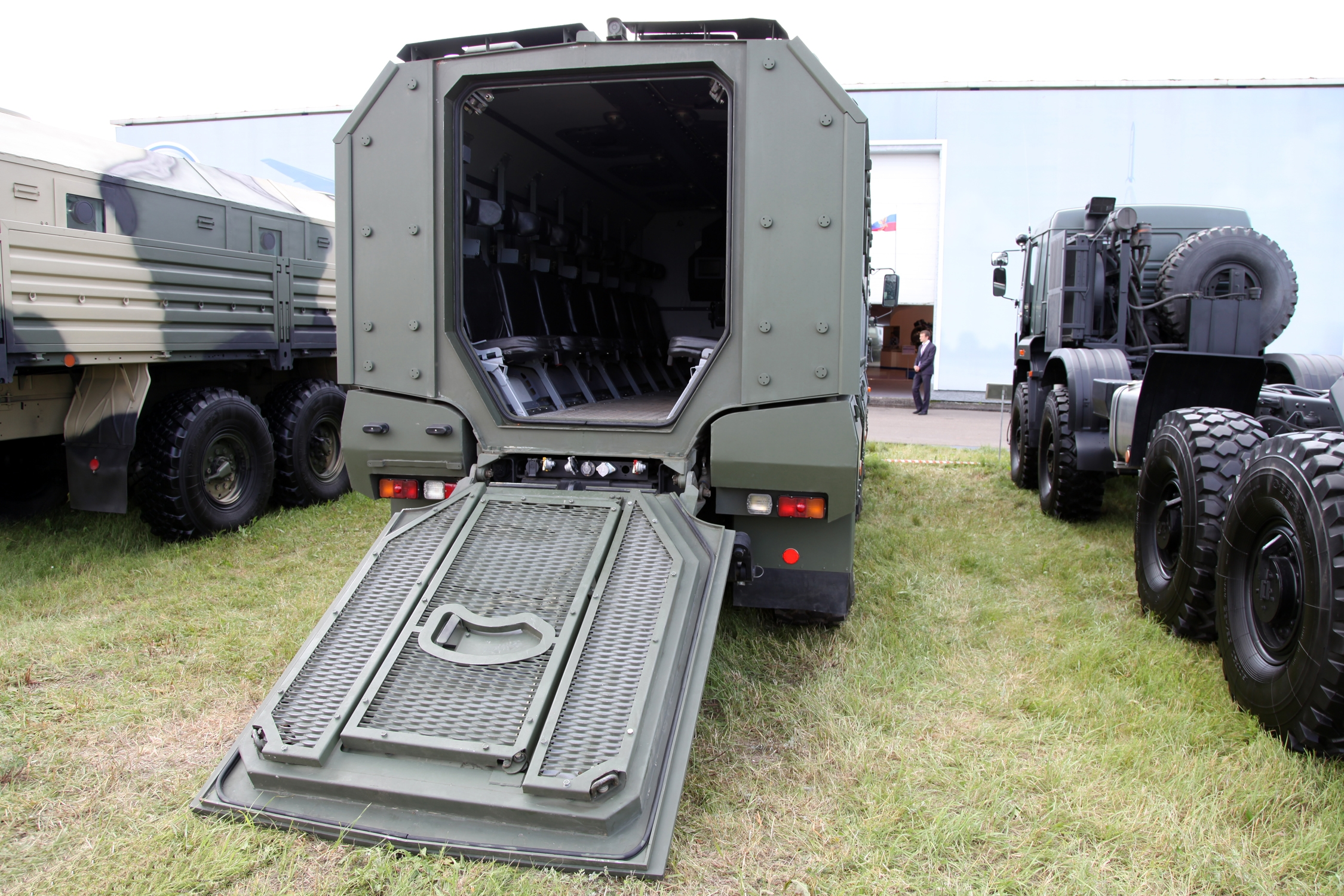
KamAZ-63968 Taifun tại triển lãm Công nghệ Kỹ thuật 2012.
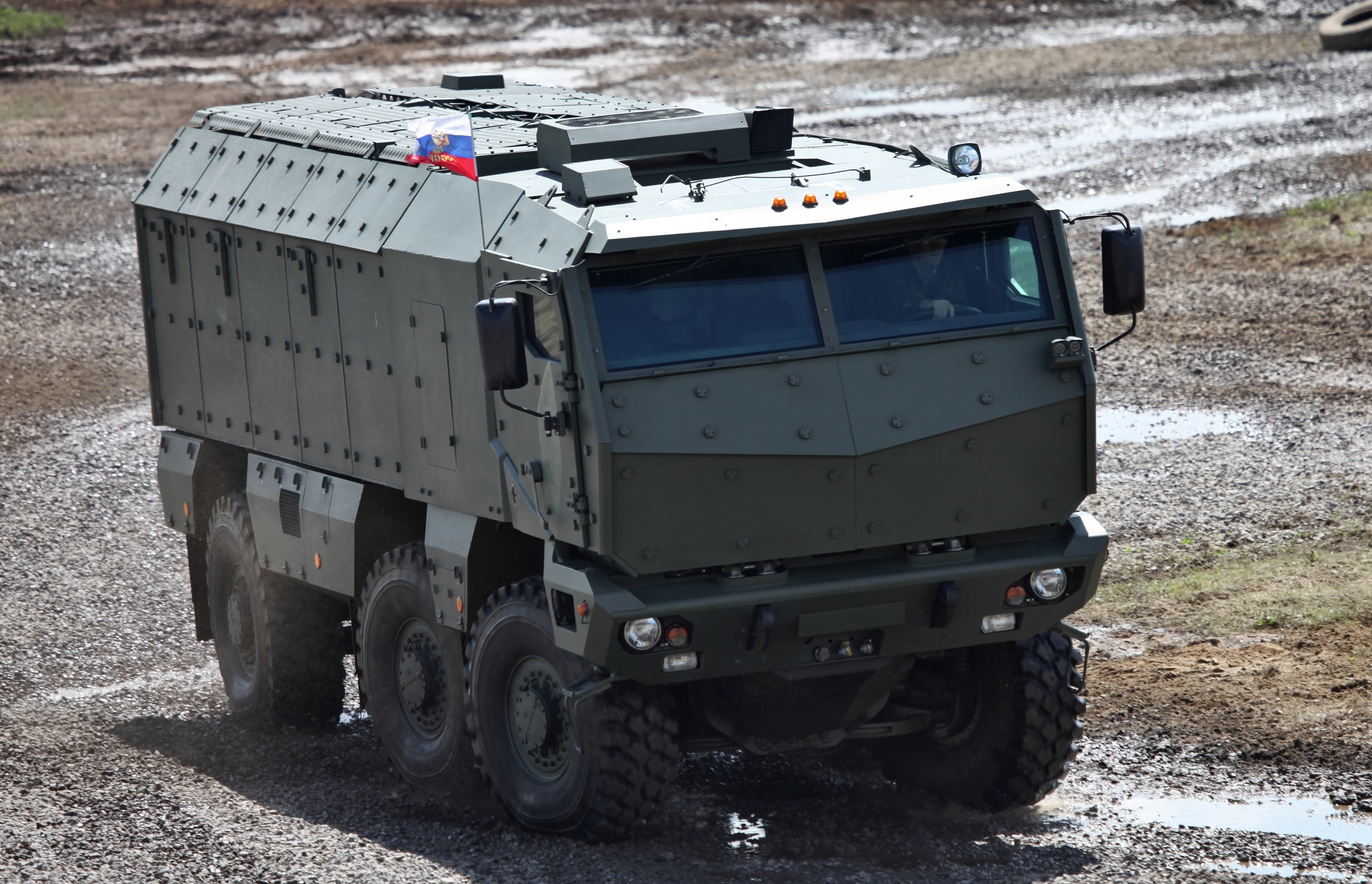
KamAZ-63968 Taifun tại triển lãm Công nghệ Kỹ thuật 2012.
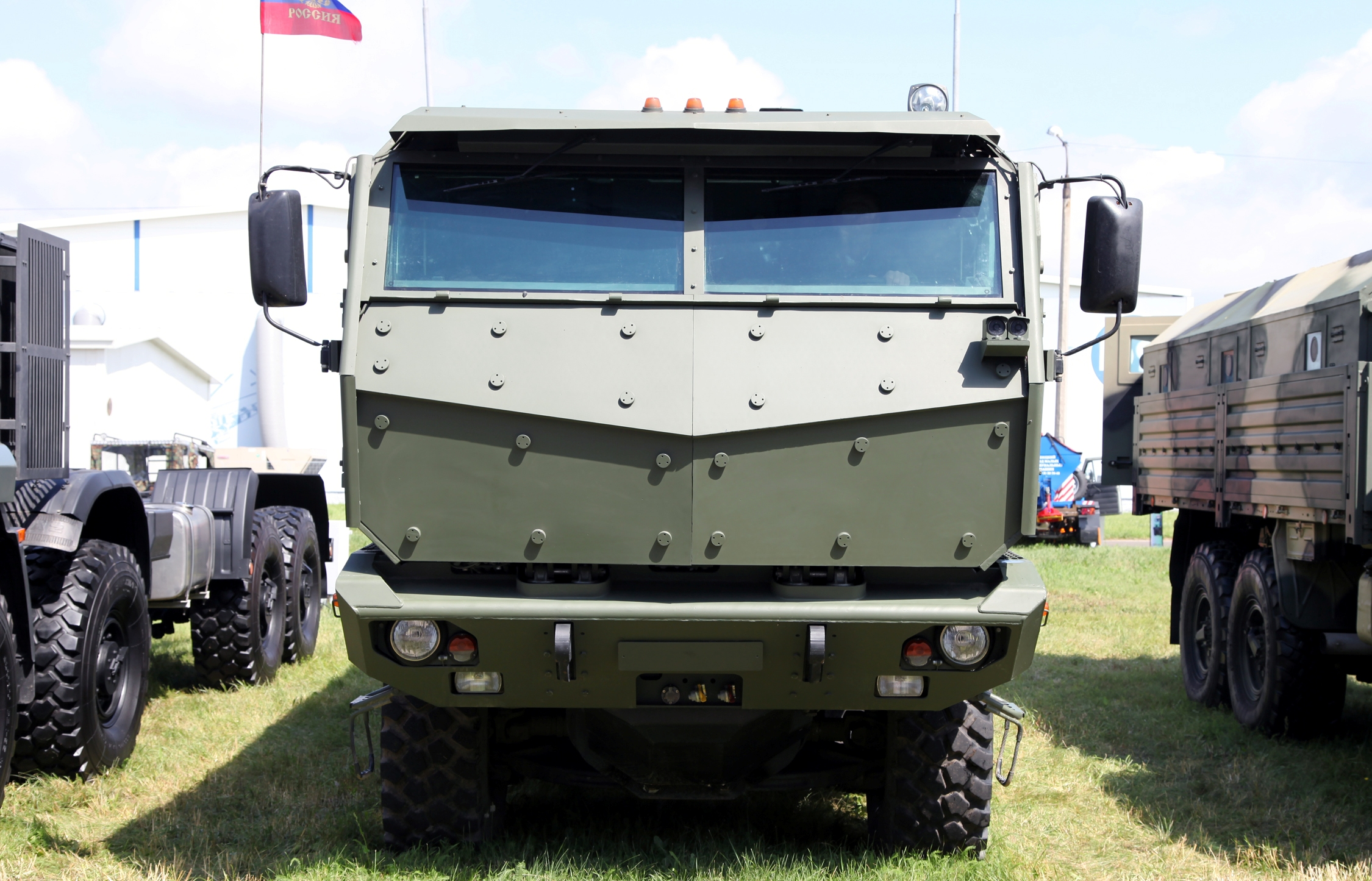
KamAZ-63968 Taifun tại triển lãm Công nghệ Kỹ thuật 2012.